# هربرت لومن
هربرت لومن (انگلیسی: Herbert Laumen؛ زادهٔ ۱۱ اوت ۱۹۴۳) بازیکن فوتبال اهل آلمان است.
از باشگاه‌هایی که در آن بازی کرده‌است می‌توان به باشگاه فوتبال متس، باشگاه فوتبال کایزرسلاوترن، باشگاه ورزشی وردر برمن، و باشگاه فوتبال بروسیا مونشن‌گلادباخ اشاره کرد.
وی همچنین در تیم ملی فوتبال آلمان بازی کرده‌است.